# Лозанов, Николай Николаевич
Николай Николаевич Лозанов (19 августа 1904, Саратов — 12 сентября 1977, Москва) — советский ученый, оториноларинголог, доктор медицинских наук, профессор, заслуженный деятель науки РСФСР, депутат Верховного Совета РСФСР. Автор 80 печатных научных работ по актуальным вопросам оториноларингологии, в том числе 4 монографий. Под его руководством выполнены и защищены 16 кандидатских и 3 докторские диссертации.

## Биография
Родился в 1904 году в Саратове в семье директора гимназии. В 1927 году окончил Саратовский медицинский институт и был принят младшим научным сотрудником в Саратовский научно-исследовательский институт физиологии верхних дыхательных путей. В период с 1930 по 1932 год в научно-исследовательском институте Лозанов занимался аспирантурой и исследованиями по эмбриогистологии глоточного лимфоаденоидного кольца, по профессиональной травматизации уха в условиях шумного производства, результаты которых послужили основанием для назначения Лозанова доцентом клиники социального здоровья (отделение уха, носа и горла) в Ленинградском институте физической культуры им. Лесгафта.
В 1936 году Лозанов защитил докторскую диссертацию «Физиологические компоненты вестибулярной реакции». В 1937 г. был избран заведующим кафедрой оториноларингологии Башкирского медицинского института.
С 1939 по 1968 год Лозанов возглавлял кафедру оториноларингологии Казанского медицинского института, единовременно совмещая эту должность с 1939 по 1950 год с должностью заведующего кафедрой оториноларингологии Казанского института усовершенствования врачей.
В годы Великой Отечественной войны Лозанов Николай Николаевич возглавлял в Казани службу оказания хирургической оториноларингологической помощи раненым в эвакогоспиталях. В этот период им были разработаны методы лечения боевых травм ЛОР-органов.
В послевоенные годы Лозанов проводил исследования в области лечения ангины и хронического тонзиллита, ЛОР-онкологии, внутричерепных отогенных осложнений. Для проведения диагностики данных заболеваний в 1956 году, в руководимой им клинике, он внедрил метод электроэнцефалографии, ранее неиспользуемый в Казани. Кроме этого, Лозанов разработал метод щадящей операции на гортани при раковом поражении — экзентерапию гортани.
В 1969 году Лозановым была написана глава книги «Болезни глотки» под редакцией профессора Ундрица, ставшая настольной книгой для врачей оториноларингологов.
С 1939 по 1970 год Лозанов был председателем правления Казанского научного общества оториноларингологов, представлял казанских ученых в редакционном совете журнала «Вестник оториноларингологии». С 1957 по 1967 г. руководил редакционной коллегией «Казанского медицинского журнала».
Умер в Москве в 1977 году.

## Награды
В 1966 году Лозанову Николаю Николаевичу присвоили звание заслуженного деятеля науки РСФСР.
Дважды он был награжден орденом Трудового Красного Знамени и различными медалями.